# 小林稔 (物理学者)
小林 稔（こばやし みのる、1908年（明治41年）9月8日 - 2001年（平成13年）1月6日）は、日本の理論物理学者。京都大学名誉教授。

## 生涯
1933年京都大学を卒業後、理学部副手を経て、翌年理化学研究所に入所する。仁科研究室で坂田昌一博士に教えを受ける。同じく仁科研に在籍した日本で最初のノーベル物理学賞受賞者、湯川秀樹博士の中間子論の確立に協力する。
1946年、日本の研究活動を国外に知らせるため、湯川秀樹博士とともに欧文による学術誌『Progress of Theoretical Physics』（理論物理学の前進）の発行を開始し、初代編集長を務めた。
1949年（昭和24年）11月3日深夜、当時京都大学の総長だった鳥養利三郎は、新聞社からの電話で湯川秀樹のノーベル賞受賞の報に接し、すぐに大学として記念事業を行うことを思い立った。京都大学の物理学教授の荒勝文策と小林とで構想を練り、この記念事業に伴って京都大学基礎物理学研究所を立ち上げた。
小林は退官するまで湯川秀樹博士及び基礎物理学研究所をささえるとともに、京都大学物理教室の原子核理論研究室を主宰した。
1980年、勲三等旭日中綬章を受章。2001年1月6日、肺炎のため死去。

## 小林研
小林研からは集団運動理論の高木修二、高田健次郎、山村正俊、核力の大槻昭一郎、玉垣良三、永田忍、坂東弘治、赤石義紀、少数多体理論の笹川辰弥、クラスター理論の池田清美、大久保茂男、加藤幾芳、ハーパー核理論の元場俊雄らが出ている。物性理論の真木和美、沢田克郎、生物物理の寺本英、素粒子論の片山泰久、倉辻比呂志も小林研である。